# ۹۲۹ (خورشیدی)
۹۲۹ نهصد و بیست و نهمین سال هجری خورشیدی است.

## درگذشتگان
- قتل القاس میرزا صفوی، (زاده: ۸۹۵)، فرزند شاه اسماعیل یکم در قلعه الموت